# Blauwvoetkaalkopje
Het blauwvoetkaalkopje (Psilocybe fimetaria) is een schimmel behorend tot de familie Strophariaceae. Hij is te vinden is op runder- of paardenmest.  Een kenmerkend aspect is de blauwe verkleuring van de voet van de steel, die oorspronkelijk wit is maar geelbruin wordt naarmate het ouder wordt.

## Kenmerken
De hoed van het blauwvoetkaalkopje is hooguit aan de rand gestreept, donkerbruin tot sepia van kleur, en plakkerig van oppervlak. De aangehechte lamellen kleuren donkerbruin met een zweempje olijf.
De sporen van deze paddenstoel zijn ellipsvormig tot eivormig, met dikke wanden en duidelijk kiempore, en hebben de afmetingen 12,5-15 × 7,5-8,5 × 7-8 mu. De cheilocystidia, die flesvormig zijn met een smalle hals en soms gevorkt kunnen zijn, zijn ook aanwezig.

## Verwarrende soorten
Het onderscheidt zich van het slijmrandkaalkopje door de niet-gelatineuze en niet-aftrekbare lamelrand. 